# نیروی هوایی لتونی
نیروی هوایی لتونی (لتونیایی: Latvijas Gaisa spēki) نیروی هوایی زیرمجموعه نیروهای مسلح ملی لتونی است، که فعالیت خود را از سال ۱۹۱۸ آغاز کرد.